# William Evans Arthur

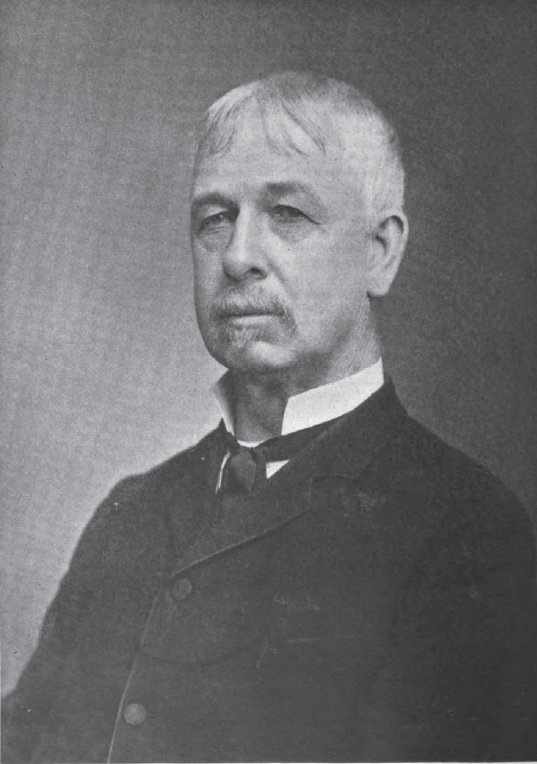
William Evans Arthur

William Evans Arthur (* 3. März 1825 in Cincinnati, Ohio; † 18. Mai 1897 in Covington, Kentucky) war ein US-amerikanischer Politiker. Von 1871 bis 1875 vertrat er den Bundesstaat Kentucky im US-Repräsentantenhaus.

## Werdegang
Noch in seiner Jugend zog William Arthur mit seinen Eltern nach Covington in Kentucky. Dort genoss er eine private Schulausbildung. Nach einem anschließenden Jurastudium und seiner im Jahr 1850 erfolgten Zulassung als Rechtsanwalt begann er in Covington in diesem Beruf zu praktizieren. Zwischen 1856 und 1862 war er Staatsanwalt im neunten Gerichtsbezirk von Kentucky.
Politisch war Arthur Mitglied der Demokratischen Partei. Im Jahr 1860 war er einer der Wahlmänner bei den Präsidentschaftswahlen. Dabei stimmte er für John C. Breckinridge. Von 1866 bis 1868 fungierte Arthur als Richter im neunten Gerichtsbezirk. Bei den Kongresswahlen des Jahres 1870 wurde er im sechsten Wahlbezirk von Kentucky in das US-Repräsentantenhaus in Washington, D.C. gewählt, wo er am 4. März 1871 die Nachfolge von Thomas Laurens Jones antrat. Nach einer Wiederwahl im Jahr 1872 konnte er bis zum 3. März 1875 zwei Legislaturperioden im Kongress absolvieren.
Im Jahr 1874 verzichtete er auf eine weitere Kandidatur. Danach praktizierte er zunächst wieder als Anwalt. Zwischen 1886 und 1893 war er Richter im zwölften Gerichtsbezirk. Danach war er bis zu seinem Tod wieder als Rechtsanwalt tätig.